# Esteban Bayona
Esteban Bayona  (Bogotá; 25 de noviembre de 1983) es un futbolista colombiano.

## Clubes
| Club                  | País           | Año             |
| --------------------- | -------------- | --------------- |
| Laredo Heat           | Estados Unidos | 2009 - 2011     |
| San Antonio Scorpions | Estados Unidos | 2012 - Presente |